# Samsung Galaxy Store
Samsung Galaxy Store (колишня назва — Samsung Apps або Galaxy Apps) — онлайн-магазин мобільного програмного забезпечення, створений компанією Samsung Electronics. Магазин було запущено 14 вересня 2009 року для Великої Британії, Франції та Італії. Станом на 19 вересня 2011 року він доступний у 121 країні світу і налічує понад 40 тис. застосунків. В залежності від країни, Samsung Apps доступний на платформах bada, Symbian (підтримка платформи припинена 31 грудня 2010 року), Windows Mobile, Android та Java ME. Окрім програмного забезпечення, в Samung Apps доступний різноманітний контент для смартфонів та мобільних телефонів з підтримкою Java ME. Окрім мобільних пристроїв, платформа Samsung Apps у вигляді сервісу Samsung Apps TV запущена для телевізорів, Blu-ray-програвачів та домашніх кінотеатрів Samsung. Користувачі сервісу можуть купувати та завантажувати програми розважального спрямування.

## Історія

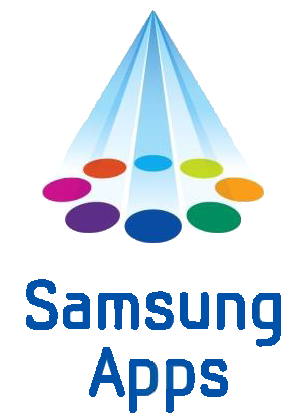
Перший логотип Samsung Apps, що використовувався з 2009 до 2012 року

### Samsung Mobile Applications
Восени 2008 року для розробників мобільного програмного забезпечення було запущено програму Samsung Mobile Innovator. Вона почала працювати в бета-режимі з 1 жовтня, а 22 жовтня офіційно була анонсована на виставці Smartphone Show. На початку єдиною платформою, що підтримувалася, була Symbian.
29 січня 2009 року у бета-режимі для розробників-учасників програми Samsung Mobile Innovator запрацював розроблений у співпраці з PocketrGear онлайн-магазин Samsung Mobile Applications, також відомий як Samsung Apps. Магазин був доступний лише з інтернету (без мобільного клієнта) на території Великої Британії для платформ Symbian та Windows Mobile. 16 лютого 2009 року під час MWC 2009 Samsung офіційно повідомила про розширення програми Samsung Mobile Innovator та магазину Samsung Mobile Applications для платформ Java ME та Windows Mobile. 13 березня було запущено китайську версію програми для розробників, а 19 серпня до неї була додана підтримка платформи Java ME. У 2011 році скасовано підтримку магазину Samsung Mobile Applications на користь Samsung Apps

### Samsung Apps
14 вересня 2009 року для Великої Британії, Франції та Італії компанією Samsung Electronics запущено новий онлайн-магазин Samsung Apps (Samsung Application Store) для платформ Windows Mobile та Symbian (смартфони Samsung Omnia, Omnia HD (I8910HD), Omnia II, OmniaLITE). 7 січня 2010 року на виставці CES 2010 Samsung Apps було офіційно представлено як багатоплатформний магазин програмного забезпечення. 9 березня 2010 року Samsung Electronics America, Inc. анонсувала запуск платформи Samsung Apps (Samsung Apps TV) для телевізорів, Blu-ray-програвачів та домашніх кінотеатрів. 9 липня 2010 року було представлено перший смартфон під управлінням bada, програмне забезпечення для якої розповсюджується через Samusng Apps. Також заявлена підтримка платформ Android та Java ME. 31 грудня 2010 р. припинена підтримка Symbian.
З 28 квітня 2011 року у Великій Британії та Україні введено послугу з виставлення рахунків P-SMS, яка дозволяє оплачувати контент магазину за допомогою СМС. Протягом 2011 року послугу введено у 12 країнах світу. 15 вересня 2011 року для розробників застосункунків було представлено In-App Purchase SDK, що дозволяє реалізувати менханізм вбудованих покупок.

## Samsung Apps TV
Samsung Apps TV є складовою концепції Smart TV. Магазин містить застосунки, ігри та сервіси, які розташовані згідно із категоріями, такими як відео, спорт, стиль, інформація тощо. Станом на 23 травня 2011 року каталог Samsung Apps TV налічує понад 550 застосунків, число завантажень яких становить 5 мільйонів.

## Samsung Apps в Україні
Онлайн-магазин Samsung Apps в Україні офіційно запущено 15 червня 2010 року. З 25 листопада 2010 року в Samsung Apps українцям доступні для купівлі комерційні програми для платформ bada, Android та Java ME, а також Java-ігри, рінґтони, теми, шпалери та інший контент для мобільних телефонів. Оплата комерційних програм з Samsung Apps здійснюється за допомогою дебетової або кредитної картки, а також з 28 квітня 2011 року за допомогою SMS (для абонентів «Vodafone Україна» та «Київстар») зі списанням коштів з мобільного рахунку абонента. Програми з магазину можна завантажувати безпосередньо за допомогою телефону або через комп'ютер за допомогою програми Samsung Kies.